# مجید مدرسی
مجید مدرسی (زاده ۶ بهمن ۱۳۳۳) تهیه‌کننده سینما اهل ایران است. وی از سال ۱۳۶۷ در مقام رئیس هیئت مدیره شرکت کادر فیلم به فعالیت پرداخت و از سال ۱۳۷۷ مدیریت شرکت سینمایی صحرا را به عهده گرفت. وی برادر حمید مدرسی است.

## تهیه‌کننده
- رفیق بد (۱۳۸۶)
- زیر درخت هلو (۱۳۸۴)
- خوابگاه دختران (۱۳۸۳)
- صبحانه‌ای برای دونفر (۱۳۸۲)
- کلاه قرمزی و سروناز (۱۳۸۱)
- خواب سفید (۱۳۸۰)
- دختر شیرینی فروش (۱۳۸۰)
- صدای سخن عشق (۱۳۷۹)
- عینک دودی (۱۳۷۸)
- برج مینو (۱۳۷۵)
- بوی پیراهن یوسف (۱۳۷۴)
- عاشق فقیر (۱۳۷۴)
- روسری آبی (۱۳۷۳)
- سربلند (۱۳۷۳)
- یکبار برای همیشه (۱۳۷۱)
- بانو (۱۳۷۰)
- رقص خاک (۱۳۷۰)
- پرده آخر (۱۳۶۹)
- دندان مار (۱۳۶۸)

## جشنواره‌ها
- برنده تقدیرنامه هیئت داوران و دیپلم افتخار، بهترین فیلم (دندان مار) در چهل و یکمین دوره جشنواره بین‌المللی فیلم برلین - ۱۳۶۹
- برنده دیپلم افتخار بهترین فیلم (پرده آخر) در نهمین دوره جشنواره فیلم فجر - ۱۳۶۹
- برنده جایزه ویژه هیئت داوران بهترین فیلم (روسری آبی) در بیست و هفتمین دوره جشنواره بین‌المللی فیلم هند - ۱۳۷۴
- برنده جایزه فیپرشی بهترین فیلم (روسری آبی) در سی و ششمین دوره جشنواره بین‌المللی فیلم تسالوینکی یونان - ۱۳۷۴
- برنده جایزه یوزپلنگ برنز بهترین فیلم (روسری آبی) در چهل و هشتمین دوره جشنواره بین‌المللی فیلم لوکارنو سوئیس - ۱۳۷۴
- برنده پلنگ نقره‌ای بهترین فیلم (رقص خاک) در پنجاه و یکمین دوره جشنواره بین‌المللی فیلم لوکارنو سوئیس - ۱۳۷۷
- برنده جایزه هنر و تجربه و جایزه محیط زیست بهترین فیلم (رقص خاک) در پنجاه و یکمین دوره جشنواره بین‌المللی فیلم لوکارنو سوئیس - ۱۳۷۷
- برنده جایزه بهترین فیلم بخش بهترین‌های سینمای ایران بعد از انقلاب ۱۳۵۷ (پرده آخر) در هفدهمین دوره جشنواره فیلم فجر - ۱۳۷۷
- برنده تقدیرنامه فدراسیون بین‌المللی انجمن‌های فیلم، بهترین فیلم (بانو) در چهل و نهمین دوره جشنواره بین‌المللی فیلم برلین - ۱۳۷۷
- برنده جایزه بهترین فیلم آسیایی (رقص خاک) در یازدهمین دوره جشنواره بین‌المللی فیلم توکیو - ۱۳۷۷